# Heteroglikany
Heteroglikany (heteropolisacharydy, mukopolisacharydy) – polisacharydy, w których skład wchodzi więcej niż jeden rodzaj reszt monosacharydowych. Przykładowe heteroglikany to kwas hialuronowy i kwas chondroitynosiarkowy znajdujące się w mazi międzykomórkowej, stawach i chrząstkach, i będące czynnikami grupowymi krwi, oraz heparyna odpowiedzialna za hamowanie procesu krzepnięcia krwi. 